# Jörgen Eriksson
Jörgen Eriksson (* 26. März 1971 in Bollnäs) ist ein ehemaliger schwedischer Eishockeyspieler, der im Verlauf seiner Karriere unter anderem sechs Spielzeiten für MODO Hockey, IF Björklöven und Timrå IK in der Elitserien und eine für die Iserlohn Roosters in der Deutschen Eishockey Liga (DEL) verbrachte.

## Karriere
Jörgen Eriksson begann seine Karriere mit 18 Jahren bei MODO Hockey. In seiner Debüt-Saison kam er sowohl in der Elitserien, als auch in der Allsvenskan zum Einsatz. Die nächsten drei Jahre verbrachte er dann vollständig in Schwedens höchster Liga. 1993 wechselte der Verteidiger zu IF Björklöven, wo er auch in der zweiten Mannschaft zum Einsatz kam.
Eriksson, der als Defensivspezialist galt und sich nur selten in die Offensive einschaltete, konnte sich aber nicht in der Elitserien etablieren und unterschrieb daher bei Timrå IK. Hier gehörte er in den folgenden sieben Jahren zu den konstantesten Abwehrspielern und stieg mit seinem Team nach der erfolgreichen Saison 1999/00 in die Elitserien auf. In den vorhergehenden Spielzeiten wurde der Aufstieg knapp verpasst. Auch zur Spielzeit 2000/01 blieb Eriksson im Team und schaffte mit Timrå den Klassenerhalt. Anschließend unterschrieb er einen Vertrag in der italienischen Serie A beim SHC Fassa. 2002 schloss sich der Schwede den Iserlohn Roosters aus der Deutschen Eishockey Liga an. Mit den Roosters verpasste er knapp die Playoffs und ging daraufhin zurück nach Italien. Seine letzte Station war anschließend Kovlands IF, wo Eriksson zwei Jahre aktiv war. Anschließend beendete er seine Karriere.

## Erfolge und Auszeichnungen
- 2000 Aufstieg in die Elitserien mit Timrå IK

## Karrierestatistik

### International
Vertrat Schweden bei:
- U18-Junioren-Europameisterschaft 1989
- U20-Junioren-Weltmeisterschaft 1991

(Legende zur Spielerstatistik: Sp oder GP = absolvierte Spiele; T oder G = erzielte Tore; V oder A = erzielte Assists; Pkt oder Pts = erzielte Scorerpunkte; SM oder PIM = erhaltene Strafminuten; +/− = Plus/Minus-Bilanz; PP = erzielte Überzahltore; SH = erzielte Unterzahltore; GW = erzielte Siegtore; 1 Play-downs/Relegation; Kursiv: Statistik nicht vollständig)

## Familie
Sein jüngerer Bruder Anders Eriksson spielte viele Jahre in der National Hockey League und gewann dort 1998 den Stanley Cup mit den Detroit Red Wings.